# Crâmpoia
Crâmpoia est une commune roumaine située dans le județ d'Olt.